# Hans Rygård
Hans Gideon Benedikt Rygård, född 1 mars 1870 i Klädesholmens socken, Göteborgs och Bohus län, död 25 augusti 1949 i Landskrona, var en svensk bergsingenjör.
Efter avgångsexamen från Kungliga Tekniska högskolan i Stockholm 1892 var Rygård anställd vid Atlas Mekaniska Verkstad 1892–93, vid Wideströms Mekaniska Verkstad 1893–94 och vid Lunds Mekaniska Verkstad 1898–1900. Han var assistent vid Malmö gasverk 1900–02 och föreståndare för Landskrona gas- och vattenverk från 1902.